# Luigi Travaglino
Luigi Travaglino (né le 6 septembre 1939 à Brusciano, Province de Naples, Italie) est un prélat catholique italien, archevêque et diplomate du Saint-Siège.

## Biographie
Luigi Travaglino a été ordonné prêtre le 15 août 1962, pour le Diocèse de Nola. Il a ensuite obtenu un doctorat en droit canonique.
Travaglino a ensuite poursuivi ses études à l'Académie pontificale ecclésiastique, puis est entré en 1970 au Service diplomatique du Saint-Siège. Tout d'abord, il a été adjoint au Secrétaire de la Nonciature apostolique en Bolivie (en). En 1971, Luigi Travaglino est promu secrétaire de cette nonciature. Le pape Paul VI lui a décerné, le 8 septembre 1972, le titre de Chapelain de Sa Sainteté (Monseigneur). De 1972 à 1973, Luigi Travaglino a travaillé comme secrétaire de nonciature à la Nonciature apostolique en Éthiopie (en). Il a rejoint, en 1973, la Nonciature apostolique en Portugal (en), puis, en 1975, celle de Scandinavie (en) et en 1976, et aussi en Islande, avant de rejoindre celle du Zaïre (en) en 1977. En 1979, Travaglino est devenu auditeur de cette nonciature, avant de devenir auditeur de la nonciature du Salvador en 1981. En 1983, il rejoint la Nonciature apostolique, aux Pays-Bas (en). En 1984, Luigi Travaglino y devient Conseiller du nonce. Le 25 mars 1985, le pape Jean-Paul II lui décerne le titre de Prélat d'honneur de Sa Sainteté. En 1986, il est muté en Grèce (en). En 1989, il est promu conseiller de nonciature en Service à la Section des Affaires générales du secrétairerie d'État du Vatican.
Le 4 avril 1992, le pape Jean-Paul II l'élève au rang d'archevêque titulaire de Litterae (de) et de Pro-nonce en Gambie, en Guinée (en) et au Libéria (en). Il le consacre lui-même 26 avrilen la basilique Saint-Pierre, les co-consécrateurs étaient le cardinal Angelo Sodano et l'archevêque de Cracovie le cardinal Franciszek Macharski.
Le 2 mai 1995, Luigi Travaglino est envoyé comme nonce apostolique au Nicaragua (en). Le 30 octobre 2001, le pape Jean-Paul II le rappelle à Rome pour être Officiel à la Secrétariat d'État du Vatican.
Le pape Benoît XVI le nomme, le 5 janvier 2011, comme observateur permanent du Saint-Siège auprès de la FAO et au FIDA ainsi qu'au PAM ; en outre, Benoît XVI lui demande aussi le 8 septembre 2012, d'être le Nonce apostolique à Monaco (en).
Son mandat en tant que nonce à Monaco s'est terminé le 16 janvier 2016, avec la nomination de son successeur.